# Codi de Recesvint
El Codi de Recesvint (conegut també com a Llibre Jutge, Liber Iudiciorum, Liber Iudicum, Fori Iudicum, Codes Legum, Liber Gothorum i Lex Visigothorum) fou una compilació de lleis feta en temps del rei Recesvint. Es compon de dotze llibres. Es va publicar cap al 654 i derogava les lleis vigents: el Breviari d'Alaric per als romans i el Codi de Leovigild per als gots.

## Antecedents
Durant els primers segles de domini visigòtic, els romans estaven governats per lleis diferents a les dels gots. Les primeres lleis visigòtiques conegudes són el Codi d'Euric, que es va compilar aproximadament l'any 480 dC. Les primeres lleis escrites del regne visigòtic es van compilar durant el govern del rei Alaric II i estaven destinades a regular la vida dels romans, que constituïen la majoria. del regne i es basaven en les lleis imperials romanes existents i les seves interpretacions. El Breviarium (Breviari d'Alaric) es va promulgar durant la reunió dels nobles visigots a Tolosa de Llenguadoc el 2 de febrer de 506.
Es dividia en un títol preliminar i dotze llibres, subdividits en cinquanta-quatre títols i cinc-centes setanta-vuit lleis. Contenia tres-centes vint-i-quatre lleis de l'anterior codi got (que en el text es qualifiquen d’antiquae), noranta-nou lleis elaborades per Khindasvint (o en vida d'aquest) i vuitanta-set lleis pròpies de Recesvint (les del pare s'encapçalen en el text amb el nom Flavius Chindasvintus Rex i les del fill amb Flavius Reccesvintus Rex). Finalment, hi havia tres lleis de Recared i dues de Sisebut.
Per tant, la llei per als gots, tot i que experimentava un canvi substancial, mantenia gairebé dos terços de lleis antigues. Però per als romans suposava una novetat completa. No obstant això, també per als gots va constituir sens dubte un canvi perquè algunes de les lleis antigues van ser corregides per Recesvint (i una ho va ser per Khindasvint).
Al costat del codi es publicava una disposició especial per la qual es prohibia l'ús del dret estranger (és a dir, principalment romà) als tribunals; si un jutge usava per a les seves sentències lleis tretes d'un codi diferent del de Recesvint, pagaria una multa de trenta lliures d'or (dos mil cent seixanta sous). Els plets en curs fins i tot no resolts serien fallats segons les lleis del nou codi, però la llei de cap manera tindria efectes retroactius i les sentències anteriors basades en altres lleis que havien estat vigents eren ratificades i se'n prohibia la reobertura. Els casos que no estiguessin previstos en el codi serien remesos al rei (com ja es feia) perquè la seva decisió fes jurisprudència. El rei tindria dret a afegir totes les lleis que cregués convenients, després de consultar els bisbes i els principals càrrecs palatins.
Després de la seva publicació va caldre afegir-hi una nova llei transitòria. Com que la demanda d'exemplars del codi era tan alta, els preus per les còpies van augmentar, i el rei va haver de prohibir que es cobrés o pagués més de sis sous per una còpia; el qui ho incomplís, fos copista o adquirent, rebria cent fuetades.

## Estructura
L'estructura del Codi de Recesvint és la següent:
- Llibre 1: el legislador i la llei
- Llibre 2. administració de justícia, escriptures i testaments
- Llibre 3: els matrimonis i els divorcis
- Llibre 4: successions, herències i tuteles[6]
- Llibre 5: donacions, vendes i altres contractes
- Llibres 6, 7 i 8: dret penal
- Llibre 9: l'exèrcit i el dret d'asil eclesiàstic
- Llibre 10: dret de propietat i prescripció
- Llibre 11: metges i malalts; mercaders estrangers
- Llibre 12: heretges i jueus

Amb Ervigi bastants de les lleis del Codi van ser parcialment modificades; per la qual cosa, des d'aquesta època es coneix també com a Codi d'Ervigi.

## Aspectes del Codi
- El legislador i la llei (llibre 1). El dret a legislar correspon al rei, amb l'officium palatii i els bisbes com a òrgans consultius. La llei s'aplica a tothom, sense distinció de classe social, condició, sexe o edat, i inclou el rei.
- Dret de gràcia (llibre 1). El rei podia concedir gràcies i indults, llevat de les limitacions establertes per als casos de traïció.
- Distincions legals entre esclaus i lliures (llibre 1). Es distingeix entre serfs (esclaus) i homes lliures. Entre els esclaus es fixen tres categories: serfs de la cort, serfs de l'Església, i serfs dels particulars.

- Característiques de les persones físiques (llibre 1). S'estableix una definició de les persones físiques. Es considera persona física la que ha nascut i viscut almenys deu dies havent rebut el baptisme.

- Minoria d'edat (llibre 1). S'és menor d'edat fins als quinze anys, fins a arribar als quals es necessita guarda (tutela) en cas de faltar el pare.

- Manumissió d'esclaus (llibre 1). La manumissió d'esclaus es feia mitjançant un ritual amb intervenció d'un sacerdot i dos testimonis.

- Càrrecs subsistents (llibre 2). Els càrrecs gots van continuar existint: els duces provincials, els comes o comtes i els thiufadus. Va aparèixer, a més, el càrrec d'ajudant del thiufadi.

- El thiufadi i el seu ajudant (llibre 2). Sembla que les qüestions judicials de què s'ocupaven els antics Iudex loci o Iudex territori van ser transferides al thiufadi, que fins en aquell moment havia estat un càrrec estrictament militar. Es tractaria, doncs, d'un canvi de nom dels jutges locals, que van assumir la denominació de thiufadus, o d'un canvi de funcions en què aquests últims assumien les funcions d'aquells. En tot cas, els nous thiufadus que assumien funcions judicials probablement exercien alhora les funcions militars que des d'abans ja corresponien al càrrec. Com que no podien atendre els dos aspectes, va caldre que es col·loqués al costat de cadascun un adjunt, en el qual delegava les resolucions judicials o militars que no podia o no volia prendre personalment. És possible també que, en assumir el thiufadi algunes funcions judicials, es comencés a anomenar tots els jutges gots thiufadus, de manera que la denominació fora la mateixa per al funcionari encarregat d'administrar justícia i per al que tenia el comandament militar; però probablement sols el primer hauria necessitat un adjunt (per l'increment del treball que comportava abraçar ara una nombrosa població romana), atès que el segon ja disposava d'oficials i sotsoficials per a les diferents unitats de les tropes que manava.

- Càrrecs judicials (llibre 2). Com ja hem vist, l'administració de justícia va passar als comtes (els duces també tenien atribucions indeterminades, però no se sap si eren noves o ja les ostentaven) i als thiufadus i els seus adjunts. Els oficials de l'exèrcit, quingentenarius i centenarius, actuaven com a jutges militars. Al cim d'aquests hi havia el millenarius, cosa que indicaria que el thiufadi, que tenia el comandament de la unitat, no tenia funcions judicials en relació amb els casos de justícia militar.

- Nous càrrecs judicials (llibre 2). Es crea el càrrec de pacis adsertor perquè veiés, en nom del rei, determinats casos. I també es va crear la figura del numerarius, que jutjava casos no sabem de quina naturalesa, però sabem que per ostentar el càrrec era molt adequat ser romà, encara que legalment no era imperatiu.

- Plets contra el tresor (llibre 2). Els casos contra el tresor havien de ser presentats davant el comte de la ciutat o el jutge local (en la redacció de Khindasvint, que seria el thiufadi en temps de Recesvint). El mateix Khindasvint confirmava que aquest sistema era una innovació.

- Jurisdicció i nomenament (llibre 2). Tots els jutges existents podien atendre tant casos civils com penals. El seu nomenament corresponia al rei, i el dux havia de vigilar que qui exercís el càrrec fos realment un jutge nomenat.

- Judicis de capellans i diaques (llibre 2). Algunes vegades els capellans i diaques actuaven com a jutges en plets entre laics. El Codi no ho prohibia expressament (encara que les seves decisions no vinculaven els tribunals seculars, i només afectaven les parts), però el Sínode de Mèrida del 666 va determinar que no devien fer-ho més que en casos excepcionals que obtinguessin permís del bisbe.

- Faltes de respecte als tribunals (llibre 2). Si algú acusat no compareixia davant del jutge que l'hagués convocat adequadament, hauria de pagar cinc sous de multa al jutge i uns altres cinc a l'acusador per compensar-li el retard. Si no tenia béns per pagar, rebria cinquanta fuetades. Si el que deixava de comparèixer era un bisbe o el seu representant (ja que el bisbe podia comparèixer per mitjà d'un representant), la multa seria de vint sous al jutge i de trenta a l'acusador, i el jutge del tribunal, el comte de la ciutat o el dux provincial podrien obligar-lo a fer el pagament; si qui havia de comparèixer era sacerdot, ardiaca, diaca, sotsdiaca o un altre clergue o monjo, pagaria també cinc sous al jutge i cinc a l'acusador, i si no poguessin pagar ho havia de fer el bisbe que hi hagués sota la seva jurisdicció.

- Indemnització per als qui guanyaven un plet (llibre 2). Els que perdien un plet havien de pagar una indemnització de cinc sous a l'acusat la culpa del qual no resultés provada.

- Supressió dels càrrecs romans (llibre 2). Desaparegut el dret romà ja no calia administrar justícia segons les lleis romanes. Per tant, va desaparèixer el governador provincial o Iudex, així com el seu officium (llevat del numerarius), però va persistir a un nivell inferior el deffensor. Les funcions del governador provincial van ser assumides pels comtes de la ciutat i les del deffensor, pels thiufadus, que ara reuneixen funcions judicials i militars. El deffensor va subsistir però només per als casos menys importants. El numerarius va assumir algunes funcions judicials però no sabem quines, ja que les funciones relatives als casos contra el tresor públic corresponien al comte i potser al thiufadi.

- Càstigs als jutges (llibre 2). S'establien els càstigs per als jutges prevaricadors i per als que es neguessin a dictar sentència o demoressin la decisió.

- Costes, despeses judicials (llibre 2). Els costos dels judicis serien entre el 5% i el 10% del valor del litigi.

- Procuradors (llibre 2). Sols es necessitarien procuradors en cas de litigar el rei o el bisbe amb un pobre.

- Procediment (llibre 2). El procediment seria oral.

- Proves (llibre 2). En judicis civils les proves serien: Testifical, documental i juramental (jurament dels litigants). Dos testimonis més grans de catorze anys feien prova si juraven davant del jutge.

- Recursos (llibre 2). Les sentències d'un jutge podien ser recorregudes davant del jutge superior (comte) i després davant el rei. No és clar si les sentències dels jutges i els thiufadus podien ser recorregudes també davant el dux, o bé havien de ser recorregudes davant el comte i només les sentències d'aquest podien ser recorregudes davant el dux.

Quan es presentava una apel·lació, el jutge que havia dictat la sentència es reunia amb el bisbe i reconsiderava el seu veredicte. Si ambdós consideraven el veredicte just i correcte, només cabria l'apel·lació a la instància superior o al rei; si hi havia desacord, prevalia la decisió del bisbe. Ervigi va decidir que el bisbe comunicaria el seu parer al rei, qui decidiria el resultat del plet.
- Testaments (llibre 2). Els testaments podien atorgar-se per escrit, amb la firma del testador i dos o més testimonis, o signats per un tercer a petició del testador i dos o més testimonis. Podien atorgar-se també per declaració verbal de la voluntat del testador davant dos o més testimonis. El testament havia de ser presentat al jutge o al bisbe, i els testimonis havien de ratificar-se. El testament hològraf, escrit pel testador mateix, era acceptat però era supletori dels altres i havia de ser comprovat pel bisbe o el jutge.

- Matrimonis mixtos (llibre 3). Es va derogar la prohibició de matrimonis mixtos entre gots i romans (que sembla que no era gaire respectada, atès que ja no estava vigent per als gots) segons la llei 2a del títol 1r del llibre 3r. Tot i això, es va mantenir la prohibició de la celebració de matrimonis entre lliures i esclaus de la mateixa nacionalitat o de diferents nacionalitats.

- Drets dels pares (llibre 3). El pare no podia donar en penyora els seus fills, ni vendre'ls o donar-los, ni privar-los de la vida; en casos extrems de deshonestedat podien matar les filles.

- Divorci (llibre 3). El divorci estava permès en els casos d'adulteri. En aquest cas el divorciat (o ambdós) podien prendre estat eclesiàstic amb ple consentiment. Si el marit queia en l'esclavitud el matrimoni es desfeia de fet, però no hi deixava d'existir el vincle. En cas de sodomia del marit o si incitava la muller a l'adulteri, el vincle desapareixia.

- Règim econòmic matrimonial (llibre 3). El règim econòmic del matrimoni era de beneficiaris a partir del matrimoni. Les compres i millores durant el matrimoni es reputaven comunes; els béns rebuts en herència de persona estranya eren privatius del cònjuge que els rebia; també eren privatius aquells béns guanyats per un dels cònjuges amb la prestació d'un servei, o els que eren donats pel rei o pel senyor.

- Esposalles i òscul (llibre 3). La celebració del matrimoni obligava a la prèvia celebració d'esposalles; una vegada fetes havia de contraure's el vincle matrimonial en el termini màxim de dos anys. Si l'home moria abans del casament i hi havia intervingut osculum (òscul, és a dir, petó) la núvia retenia la meitat de les arres lliurades en les esposalles.

- La morgingebae. Els gots lliuraven a canvi de la seva promesa, si era verge, un dot conegut com a morgingebae, l'import màxim del qual va quedar fixat en mil sous, deu esclaus homes joves, deu esclaves femelles joves i vint cavalls. Aquest import no podia superar-se, per bé que bé el marit, després d'un any de matrimoni, podia donar a la seva muller altres béns si estava satisfet amb ella. Els regals de la núvia al futur espòs també van quedar limitats (Ervigi va rectificar aquesta llei i va autoritzar pagar fins a una desena part dels béns, però sols als primats i als homes més rics).

- Dissolució d'unions en certs casos. Els bisbes i els jutges haurien de separar les parelles en cas que l'home fos sacerdot, diaca o sotsdiaca; el culpable seria lliurat al bisbe per ser castigat d'acord amb el dret canònic, i la dona rebria cent fuetades i seria venuda com a esclava; si els bisbes no podien posar fi a la situació irregular, havien d'informar-ne al sínode o al rei.

- Béns de guanys a la dissolució (llibre 4). A la mort d'un cònjuge, o a la dissolució per divorci o altres causes, els beneficiaris només es dividien els béns a parts iguals si l'aportació d'aquests pels dos cònjuges era similar.

- Successions testades (llibre 4). Les successions podien ser testamentàries o abintestat (sense testament). En les successions testades s'executava la voluntat del testador respectant les legítimes legals.

- Successions intestades (llibre 4). Les successions sense testament passaven, en primer lloc, als descendents (fills, nets…) del causant. A falta d'aquests, passaven als ascendents (pares, avis…) i a falta d'aquests també, passaven als parents col·laterals de fins a setè grau. Només quan no hi hagués col·laterals fins a l'esmentat grau entrava en la successió el cònjuge vidu, i en tot cas, qualsevol cosa que el cònjuge vidu rebés del cònjuge mort havia de reservar-se per als fills comuns, encara que el cònjuge vidu no tornés a casar-se.

- Drets legitimaris (llibre 4). La legítima corresponia als fills o nets i a falta de tots ells no existia herència forçosa. Però qui tingués fills o nets només podia disposar lliurement d'una cinquena part dels seus béns més la totalitat dels quals, procedissin de donacions del rei o d'un senyor, i s'imputaven els altres quatre cinquens als drets legitimaris dels fills o nets. D'aquests quatre cinquens, un terç podia detreure's en concepte de millora per a un o diversos dels legitimaris.

- Compravendes (llibre 5). Les compres i vendes havien de fer-se per escrit o mitjançant lliurament del preu davant de testimonis.

- Autovendes (llibre 5). Una persona física podia vendre's a si mateixa.

- Lleis sobre els curials (llibre 5). Els curials no havien de vendre, permutar o donar les seves propietats totalment o parcial, però si ho feien l'adquirent podria conservar-les pagant el corresponent impost. Si no pagaven l'impost en la data corresponent o deixaven de pagar-lo algun any, perdrien la propietat sense compensació tan aviat com fos descobert el deute tributari. La propietat passaria al tresor, i el rei podria atribuir-la o bé al venedor o bé a una altra persona del seu grat. La llei implicava de fet que els curials ja podien d'ara endavant vendre les seves propietats, sempre que això no afectés la recaptació d'impostos.

- Redempció d'esclavitud (llibre 5). Si un home lliure es venia com a esclau, podia recobrar la seva llibertat pagant el preu de la venda.

- Arrendaments i subarrendaments (llibre 5). Es reconeixia el dret d'arrendament i el de subarrendament.

- Préstec i comodat (llibre 5). Es regulava el préstec sota els seus dos conceptes: préstec mutu i comodat o préstec d'ús.

- Interessos (llibre 5). L'interès legal es fixava en el 12,5%. En productes de primera necessitat l'interès podia assolir fins a un terç del que s'havia rebut.

- Dipòsits (llibre 5). El Codi regulava el dipòsit determinant què calia fer si la cosa dipositada li fos robada al dipositari, el qual, en l'esmentada situació, tindria un termini per recuperar-la i tornar-la, o en cas contrari hauria de pagar la meitat del valor.

- Penyora i hipoteca (llibre 5). La penyora i la hipoteca estaven reunides en una única figura jurídica, dita penno. No es podia donar en penyora tot el patrimoni ni podia establir-se una penyora sobre una persona determinada.

- Pèrdua d'atribucions de les cúries (diversos llibres). Una part de les funcions dels consells locals van ser suprimides. Aquestes funcions eren:
  - La percepció d'impostos
  - L'administració de la ciutat i territori circumdant en els seus diversos aspectes (jocs, serveis, proveïments, mercats, etc.)
  - Nomenament de guardians
  - Qüestions de justícia local
  - Portar el registre de donacions de terres i altres propietats; registres de testaments i d'adopcions, i altres registres
  - Qüestions relatives als béns i drets dels menors

Precisament les últimes (nomenament de guardians, justícia local, registres i béns i drets de menors) van passar als bisbes i als jutges locals.
- Càrrecs municipals. Encara que el Codi no els esmenta expressament, van mantenir-se els altres càrrecs de les cúries: el curador, encarregat de supervisar les finances locals; els qüestors, encarregats d'administrar els fons obtinguts per la recaptació d'impostos a la ciutat i el seu territori; els edils, encarregats dels diversos aspectes administratius com mercats, proveïments i edificis públics; els duumvirs anuals, encarregats dels assumptes polítics (presidència de la cúria, eleccions, administració del patrimoni, defensa, festes i cerimònies, etc.) i del cens quinquennal a la ciutat i les aldees pròximes que en depenien; i l'exactor, encarregat de la recaptació d'impostos, sense que hi hagi noves notícies dels seus auxiliars, els tabularis (que comunicaven l'import de l'impost) i els susceptores (que acudien a cobrar-lo).

- Exercici de càrrecs. L'existència d'un dux provincial amb nom romà (Claudius de Lusitània) ha portat a pensar que els romans podien exercir el càrrec de dux. Però segurament això no era així, i el càrrec estava reservat als gots. Claudius hauria adoptat un nom romà en esdevenir dux, però seria got. No hi ha cap altre dux conegut amb nom romà, per bé que el pare de Leandre de Sevilla, amb nom romà, fou probablement dux. Es coneixen alguns càrrecs palatins de nom romà, probablement vinculats a tasques específiques que els gots no sabien exercir; se'ls titula comes (David, Paulus, Severí, Vitul) però probablement no eren comtes de ciutat, sinó comtes palatins vinculats a determinats càrrecs, sobretot financers. Fins i tot en el supòsit que fossin romans (podrien ser gots que havien adoptat un nom romà) representaven una mínima part dels funcionaris. En tot cas, a partir del Codi de Recesvint, no s'estableix cap prohibició als romans per a exercir càrrecs judicials o administratius, i sembla més el costum i afinitat el que determinava que la majoria dels càrrecs fossin ocupats per germans.

- Dret penal (llibres 6, 7 i 8). En dret penal el jutge podia ser recusat. Si un jutge era sospitós, havia de jutjar acompanyat del bisbe, i el litigant podria apel·lar davant el rei en cas d'estimar injusta la sentència. Es regulaven les denúncies i acusacions de delictes greus susceptibles de pena de mort i/o confiscació de béns, per a les quals el càrrec de la prova era per al denunciant; si l'acusació resultava no provada o es demostrava falsa, l'acusador era sotmès a la llei del Talió, o era convertit en esclau d'aquell a qui havia acusat sense proves o falsament.

- Judicis de Déu (llibres 6, 7 i 8). En els casos criminals sorgeixen els anomenats judicis de Déu, però limitats al turment i al jurament compurgatori. Els casos de duels, aigua bullent i foc o ordalia pràcticament no van existir.

- Penes (llibres 6, 7 i 8). Les penes més freqüents eren les pecuniàries i les de fuetejament. Les penes per furt, falsedat i altres són establertes detalladament. Les multes eren molt freqüents. Aquell que no podia pagar una multa es convertia en esclau del perjudicat.

L'homicidi i el perjuri comportaven penes molt greus (concretament, l'homicidi, llevat de l'involuntari, era castigat amb la pena de mort; i el perjuri suposava assots, infàmia per al perjur, inhabilitació per fer de testimoni i confiscació d'una quarta part dels béns, que passaven a l'ofès). La pena de mort s'aplicava també als que provocaven avortaments, els assassins d'un parent pròxim, els homicides que actuaven amb premeditació, els homes armats que penetraven a casa d'un altre i li donaven mort, els oficials que enviaven els soldats a lluitar i ells eludien el combat, els esclaus que saquejaven tombes (mort a la foguera), els incendiaris de cases a la ciutat (mort a la foguera), la dona adúltera o que intentava casar-se amb un esclau o llibert (mort a la foguera), l'esclau que violava una dona lliure (també mort a la foguera), la dona que donava mort a un nen de poca edat i el marit si n'era còmplice o n'havia donat l'ordre (la pena podia canviar-se per decisió del jutge, i en aquest cas l'acusada o acusat declarats culpables eren encegats), l'home que ordenés al seu esclau que matés un altre home lliure, i alguns casos de traïció.
L'adulteri era castigat amb l'esclavitud de l'adúlter respecte al cònjuge innocent, però en cas de ser adúltera la muller el marit podia donar-li mort, i podia matar també l'amant si els sorprenia in fraganti.
Els delictes de lesions o danys personals eren castigats amb el talió, però només en casos de lesions premeditades. La decalvació i les marques ofensives a la pell (amb qualsevol instrument i en qualsevol punt), les mutilacions, atacs o detencions il·legals, es castigaven també amb el talió (excepte els cops al cap sense mort de la víctima, que tenien una sanció econòmica perquè el talió podria comportar la mort), però la víctima podia acceptar un acord. La decalvació de l'esclau d'un home lliure per un altre home lliure estava sancionada amb multa de deu sous, i si l'esclau era domèstic rebia, a més, cent fuetades. Les lesions a causa d'una baralla, premeditades o no, només tenien sancions econòmiques. Les multes arribaven fins als cent sous segons el lloc de la lesió.
El comportament irreverent d'un esclau envers un vir illustris estava castigat amb quaranta fuetades per a un esclau idoneus ('domèstic') i cinquanta per a un esclau vilior ('rústic'), llevat que la provocació partís del noble (en aquest cas no hi havia càstig). L'insult o ofensa a l'esclau d'un altre (per un home lliure o un esclau) era castigat amb fuetjades o amb multes. Els insults o ofenses entre homes lliures eren castigats amb multes; per a les ofenses o injúries fetes per esclaus, el càstig depenia de si es feien amb coneixement de l'amo o sense. No hi havia distinció entre ofenses o injúries a un home o a una dona.
El jutge que no imposés les penes pertinents seria destituït pel bisbe o pel dux. Sembla que la noblesa només podia ser torturada als tribunals en casos molt limitats (traïció, homicidi i adulteri). Quan un demandant presentava una acusació contra un membre de la noblesa palatina que no es pogués provar, havia de lliurar al rei o al jutge una declaració escrita ratificada per la firma de tres testimonis (inscriptio) i llavors se sotmetia l'acusat a tortura; si no confessava, l'acusador era lliurat a l'acusat com a esclau, però el nou amo no podia matar-lo (més tard, Ervigi va permetre que el demandant pagués una compensació econòmica fixada per l'acusat inocent). En tot cas, les confessions de l'acusat havien de ser coincidents amb les que figuraven en la inscriptio (que l'acusat no coneixia); si no eren coincidents, equivalia a la no existència de confessió i hi regia la mateixa pena. Si l'acusat havia estat informat del contingut de la inscriptio (se suposa que per l'acusador, els testimonis o el jutge), ja no podia ser sotmès a tortura. El sistema d'inscriptio i tortura s'estenia a altres delictes menors, com el robatori per valor de més de tres-cents sous per a "els altres homes lliures". Ervigi va aclarir que la noblesa n'estava exclosa i que "els altres homes lliures" eren aquells que no eren nobles, i aquests podien deslliurar-se'n prestant jurament que eren innocents; el límit del robatori s'elevava als cinc-cents sous, i per sota de l'esmentada suma era un robatori menor).
Per als robatoris menors s'establia que s'havia de retornar nou vegades el valor del que s'havia robat a la víctima, excepte si el lladre era esclau; en aquest cas el propietari pagava sis vegades el valor del que s'havia robat. Esclau o lliure, el lladre era castigat, a més, amb cent fuetades. Si el propietari de l'esclau no volia pagar, l'esclau passava a ser propietat del perjudicat, i si l'home lliure no volia pagar, es convertia en esclau de la víctima del robatori (que devia ser el cas més habitual). Si no hi havia proves del robatori, n'hi havia prou que l'acusat jurés que era innocent. La tortura es desenvolupava durant tres dies com a màxim, en presència del jutge i d'altres homes convidats d'aquest. El jutge que a propòsit o per suborn provoqués la mort d'un torturat era lliurat als parents del mort per a ser torturat per aquests, però podia deslliurar-se'n si prestava jurament que era innocent i els convidats ratificaven la seva actuació com a correcta; en tot cas, estava obligat a pagar als hereus del torturat mort una compensació de tres-cents sous. Si la causa de la mort era el suborn del demandant, aquest era executat.
La falsificació de documents reials estava castigada amb l'amputació d'un dit, decalvació i dues-centes fuetades. L'homosexualitat era castigada amb la castració i el desterrament; quan l'homosexual estigués casat els seus béns passarien als seus hereus, el seu matrimoni s'anul·laria i la seva muller recobraria el dot. Si el culpable era bisbe, sacerdot o diaca (i sembla que molts d'ells van ser condemnats), seria secularitzat i desterrat. Un home lliure que copulés amb una esclava d'un altre home a casa del propietari de l'esclava, rebria cent fuetades (cinquanta si l'esclava era rústica). Si era esclau, rebria cent cinquanta fuetades. La violació també era castigada. Així, per exemple, es regulava la violació per homes lliures i per esclaus, adreçada contra esclaves, llibertes i dones lliures; quan el delicte era comès per esclaus la sanció era més alta que per a l'esclau rústic que per al domèstic.
Es va establir que per a matar un esclau, aquest hauria de ser culpable d'un delicte greu i s'hauria d'obteni el permís del jutge local o thiufadi, el comte o el dux, després de demostrar-se que era culpable (Ervigi va permetre després que l'esclau fos executat i a posteriori s'acudís als tribunals, i s'hauria de demostrar que era culpable). L'amo podia matar l'esclau en defensa pròpia però havia de demostrar-ho mitjançant testimonis o, a falta d'aquests, prestant jurament.
L'esclau que robés a un altre esclau o al seu propietari era castigat per l'amo sense intervenció judicial, com anteriorment, però no podia ser executat. Sovint l'esclau era executat, i no només per casos de robatoris, sinó que sovint ho era sense causa justificada. L'home que matés el seu esclau sense causa justificada seria exiliat tota la vida i hauria de fer-se penitent; a més perdria els seus béns, que passarien als seus hereus. Ervigi va modificar la sanció per multa de setanta-dos sous i pèrdua perpètua del dret a testificar. L'home que matava l'esclau d'un altre home havia de lliurar dos esclaus d'igual valor al propietari de l'esclau mort, i a més quedaria sotmès a la pena d'exili prevista per matar un esclau. Ervigi va suprimir l'exili en aquests casos. L'home que matava un esclau propi o d'un altre en represàlia per alguna injúria o ofensa, i podia provar la causa del crim mitjançant testimonis o mitjançant jurament, quedava lliure.
Un esclau que (sota tortura) confessés haver matat un home per ordre del seu amo, rebria cent fuetades i la decalvació, i el seu propietari quedaria subjecte a les penes d'homicidi. Ervigi va establir que si l'amo acusat per l'esclau jurava que era innocent quedaria lliure i podria disposar de la vida de l'esclau que havia comès el crim i l'havia acusat d'instigar-lo; per a ser cregut l'esclau hauria de presentar un testimoni o bé l'amo hauria de confessar.
L'home que mutilava o esguerrava un esclau en castigar-lo, o fins i tot li provocava la mort, quedava lliure si els fets esdevenien per imposar una justa disciplina; però si la mutilació era injustificada era penada amb desterrament durant tres anys i la penitència davant el bisbe local; els béns del desterrat serien administrats en la seva absència pels seus descendents o parents propers (totes aquestes normes van ser suprimides per Ervigi però després es varen restablir).
El que consultava un endeví per saber el futur de qualsevol persona, inclòs el rei, seria assotat, els seus béns confiscats i es convertiria en esclau; l'endeví correria igual sort. Si el culpable era un esclau, seria torturat i venut fora del regne. Les penes d'Alaric II contra els mags, que abans només s'aplicaven als romans, es van estendre també als gots, encara que es va eliminar la pena de mort. Aquells que practiquessin màgia rebrien dues-centes fuetades. Ervigi les va augmentar a cinc-centes com a mínim per als endevins i va estendre els efectes de la resta de la llei als jutges, que va descobrir que sovint consultaven endevins) i decalvació pública. Els que recorreguessin a sortilegis (prediccions basades en la interpretació d'un passatge de la Bíblia seleccionat a l'atzar) i endevins o practiquessin la màgia, perdien el dret a testificar (també el perdien els convictes d'homicidi, robatori, enverinament, estupre o perjuri).
- Dret d'asil (llibre 9). Els declarats culpables d'homicidi o de pràctiques màgiques no podien refugiar-se en les esglésies. Si ho feien, els seus perseguidors, d'acord amb el bisbe, havien de jurar que no els matarien, després de la qual cosa podien arrestar-los, i en aquest cas serien encegats. Els altres delinqüents o deutors només podien acollir-se al dret d'asil si no portaven armes (perquè si en portaven podien ser lliurats), i només podien ser detinguts amb autorització prèvia del bisbe. Els deutors asilats podien ser detinguts amb previ consentiment del bisbe i després que el creditor prometés no fer-los mal, i obtenien a canvi la promesa del morós que pagaria en un termini determinat, promesa que es feia davant un membre del clergat, prevere o diaca.

- Divisió de terres (llibre 10). Les terres que es dividissin en el futur entre romans i gots es repartirien a parts iguals (en lloc de l'antiga divisió d'un terç i dos terços del foedus del 418).

- Adquisició de la propietat (llibre 10). La propietat moble o immoble podia adquirir-se per herència, per ocupació bèl·lica, per accessió, per caça o pesca, per prescripció, per compra i per donació (real, del senyor o de particulars familiars o no).

- Prescripció (llibre 10). La prescripció generalment era als trenta anys i com a excepció, als cinquanta (aquesta prescripció només afectava les reclamacions sobre particions de terres entre romans i gots). Els esclaus fugits només podien ser reclamats durant trenta anys (i eren lliures als cinquanta anys), però el límit no afectava els esclaus del tresor.

- Lleis mercantils (llibre 11). Només quatre lleis es refereixen a aspectes mercantils. Tot el dret mercantil és molt limitat.

- Llei contra l'heretgia. (llibre 12). Tot habitant del Regne o estranger en visita al mateix que parlés contra la fe catòlica o tingués pensaments herètics seria desterrat i se li confiscarien tots els seus béns.

- Llei contra els conversos renegats (llibre 12). Quedava prohibit a tot jueu convers que hagués estat batejat abandonar la fe cristiana, atacar-la de fet o de paraula i emigrar per escapar-ne; tampoc podria atacar-se de fet o de paraula cap part de la professió de fe que s'exigia als conversos (anomenades placitum); no es podia ocultar ningú que ataqués la fe catòlica o alguna cosa escrita en els placeta. L'incompliment estava castigat amb la pena de mort en la foguera o per lapidació per part d'altres jueus conversos.

- Llei contra la pasqua jueva, el sàbat jueu i els casaments jueus (llibre 12). Quedava prohibida la celebració de la pasqua jueva, el sàbat i els casaments en un altre ritu que el catòlic. L'incompliment comportava la pena de mort en la foguera.

- Prohibició de la circumcisió (llibre 12). La pràctica de la circumcisió quedava prohibida. Qui la practiqués seria castigat amb la mort en la foguera.

- Normes alimentàries dels jueus (llibre 12). Els jueus no podrien complir les seves normes d'alimentació, i si ho feien serien cremats en la foguera.

- Testimonis jueus (llibre 12). Cap jueu, ni tan sols estant batejat, podria testificar contra un cristià, encara que el cristià fos esclau. No obstant això, no es va prohibir que els jueus poguessin iniciar accions legals contra cristians (lliures o esclaus) davant de jutges cristians. Els fills de jueus batejats podrien prestar testimoni contra un cristià només si la fortalesa de la seva fe catòlica i la seva honradesa estaven acreditades, i només si el bisbe o el jutge en donaven l'aprovació. El jueu que testifiqués seria castigat amb la pena de mort en la foguera.

- Trencament de les conversions (llibre 12). El jueu convers que trenqués els compromisos contrets en convertir-se seria castigat amb la pena de mort per lapidació per altres jueus conversos.

- Gràcia reial als jueus (llibre 12). Si el rei decidia perdonar la vida a un jueu culpable del trencament d'alguna llei, el jueu es convertiria en esclau de la persona a la qual el rei tingués a bé obsequiar i no podria ser manumès; les seves propietats serien confiscades i repartides pel rei segons la seva conveniència.

- Altres aspectes contraris als jueus (llibre 12). Amb l'abolició del Breviari d'Alaric va quedar suprimida la impossibilitat de processar un jueu el dissabte, i la possibilitat dels rabins d'acudir als plets civils entre jueus (encara que podien anar-hi de fet, les decisions dels rabins ja no serien imperatives com si haguessin sortit d'un tribunal secular ordinari).

- Prohibició d'ajudar els jueus (llibre 12). Tota persona, laica o clergue, que ajudés els jueus a seguir en les seves creences, o els batejats a retornar a la seva antiga fe o a atacar la religió catòlica, públicament o secreta, seria excomunicat i se li confiscarien una quarta part dels seus béns.

- Recaptació d'impostos. La recaptació d'impostos (que no és objecte del Codi) no devia canviar substancialment, perquè sabem que la figura de l'exactor va continuar existint. Però sembla que l'exactor, abans responsable davant la cúria, ho era ara davant el thiufadi (jutge i general), davant el comes civitatis (comte) i davant el dux provinciae (dux). En aquest cas, cal suposar que l'activitat de percebre l'impost estava encomanada al comte, que era responsable que s'assolissin els límits fixats davant el dux; el thiufadi o el seu adjunt comunicaven als contribuents l'import que els corresponia i l'Exactor s'ocupava de la recaptació física de l'impost. Per tant, les funcions recaptatòries del comte eren equivalents a les de l'antic exactor; les del thiufadi, a la dels tabularis, i les del nou exactor, a les dels antics susceptores. Segurament en els nivells més alts de l'administració existia un comes patrimonii i, potser com a resultat de la reforma de Khindasvint i després de Recesvint, es va crear un comes thesaurorum (càrrec documentat el 683), amb una distribució de funcions i càrrecs que ocupaven indistintament romans i gots.